# 반칙왕
반칙왕은 2000년 공개된 대한민국의 영화이다.

## 배역
- 송강호 : 임대호 역
- 장진영 : 장민영 역
- 박상면 : 태백산 역
- 정웅인 : 최두식 역
- 송영창 : 부지점장 역
- 장항선 : 장칠삼 관장 역
- 김수로 : 유비호 역
- 이원종 : 오대산 역
- 명계남 : 달치 역
- 신구 : 아버지 역
- 김승욱 : 박 대리 역
- 박지일 : 이 계장 역
- 김가연 : 미스 조 역
- 양소민 : 미스 리 역

## 수상
- 2001년 제3회 우디네 극동영화제
  - 관객상 - 김지운